# Kensington Automobile Company
Kensington Automobile Company war ein US-amerikanischer Hersteller von Automobilen.

## Unternehmensgeschichte
Das Unternehmen ging 1899 aus der Kensington Bicycle Company hervor. Der Sitz war in Buffalo im US-Staat New York. Im August 1899 war das erste Elektroauto fertiggestellt. Der Markenname lautete Kensington. 1901 kamen Dampfwagen dazu. 1902 gab es ein Abkommen mit Darracq zur Lizenzfertigung, die jedoch nicht durchgeführt wurde. Im gleichen Jahr erschien trotzdem ein Modell mit einem Ottomotor. Antoine Fils et Compagnie aus Belgien war der Motorenlieferant. Ab 1903 gab es nur noch Benzinwagen. 1904 endete die Produktion.
William Knowles, der Präsident, gründete daraufhin die Knowles Automobile Manufacturing Company in der gleichen Stadt.

## Fahrzeuge
Die Elektroautos der Jahre von 1899 bis 1902 waren als Stanhope karosseriert. Eine Abbildung zeigt einen offenen Zweisitzer mit Verdeck.
Der Dampfwagen von 1901 war ein Runabout. Der Dampfmotor hatte zwei Zylinder und leistete 4 PS. 1902 gab es das Steam Vehicle No. 1 als Runabout und das Steam Vehicle No. 3 als Surrey.
Die Benzinwagen von 1902 bis 1904 hatten einen luftgekühlten Zweizylindermotor mit 12 PS Leistung. Er war vorne im Fahrzeug montiert. Das Fahrgestell hatte 183 cm Radstand. Der Aufbau als Tonneau bot Platz für vier Personen.

## Modellübersicht
| Jahr      | Modell              | Zylinder | Leistung (PS) | Radstand (cm) | Aufbau   |
| --------- | ------------------- | -------- | ------------- | ------------- | -------- |
| 1899–1900 | Electric            |          |               |               | Stanhope |
| 1901      | Electric            |          |               |               | Stanhope |
| 1901      | Steam               |          |               |               | Runabout |
| 1902      | Electric            |          |               |               | Stanhope |
| 1902      | Steam Vehicle No. 1 |          |               |               | Runabout |
| 1902      | Steam Vehicle No. 3 |          |               |               | Surrey   |
| 1902      | Gasoline            | 2        | 12            | 183           | Tonneau  |
| 1903–1904 | Gasoline            | 2        | 12            | 183           | Tonneau  |